# 阿道夫一世 (拿騷-威斯巴登-伊德施泰因)
阿道夫一世（德語：Adolf I. von Nassau-Wiesbaden-Idstein，1307年—1370年1月17日），拿騷-威斯巴登-伊德施泰因伯爵，格拉赫一世的長子，1344年至1370年在位。

## 家庭
1322年，阿道夫一世和紐倫堡城主腓特烈四世的女兒瑪格麗特結婚，兩人共有3子1女：
1. 格拉赫二世（1333年—1386年）
2. 阿道夫（英语：Adolf I von Nassau）（1353年—1590年）
3. 瓦爾拉姆四世（1354年—1393年）
4. 伊莉莎白（？年—1389年），卡岑埃爾恩博根伯爵夫人